# 屈燦
屈燦（1557年—？），字文斗，號昌衢，陝西西安府華州蒲城縣人，軍籍，明朝政治人物。

## 生平
萬曆四年（1576年）丙子科陝西鄉試第十名舉人，十四年（1586年）中式丙戌科會試第二百四十二名，二甲第三十八名進士。禮部觀政，授刑部主事，十九年四月养病。二十年四月補本部浙江司主事，二十一年差关外决囚，本年升员外郎，二十二年升郎中，二十三年出為汝寧府知府。二十五年調登州府知府，二十六年考察降二级。三十三年補真定府同知，三十四年升南京工部员外郎。

## 家族
曾祖屈銓，尚寶司丞；本生祖父屈□；嗣祖父屈□，指揮；父屈桂。母王氏。嚴侍下。弟屈燫、屈爌。